# Rosa Wachter
Rosa Wachter (* 21. September 1911 in Vaduz; † 16. Mai 1972 in Schaan) war eine liechtensteinische Fürsorgerin. Die «Laustante» war die erste Frau, die langfristig bei der liechtensteinischen Landesverwaltung angestellt wurde.

## Leben
Wachters Eltern waren der Schaaner Buchbinder Hermann Wachter und Hedwig, geborene Kaufmann. Sie wuchs mit vier Geschwistern auf. Nach einer Ausbildung an der Krankenpflegeschule Theodosianum in Zürich und der Weiterbildung bei der Tuberkulosefürsorge in St. Gallen war Wachter zunächst als Hauspflegerin in Liechtenstein tätig.
Im Jahr 1942 wurde Wachter Leiterin der Tuberkulosefürsorgestelle des Landes. In dieser Funktion organisierte sie die Kontrolldurchleuchtungen und die Betreuung und Beratung Erkrankter sowie deren Familien. Zu ihren weiteren Aufgaben gehörte die Leitung der «Impfkontrollstelle». Beide Ämter hatte Wachter bis zu ihrem Tod inne. Sie war die erste Frau, die für längere Zeit bei der Landesverwaltung angestellt wurde. Des Weiteren führte sie Kontrolluntersuchungen an den liechtensteinischen Schulen zur Bekämpfung der Läuseplage durch. Landesweit wurde Wachter als «Laustante» bekannt. Die Aufsicht über Pflegekinder in Armenhäusern und sozial schwachen Familien gehörte ebenfalls zu ihren fürsorgerischen Aufgaben.
Rosa Wachter starb am 16. Mai 1972 in Schaan. Sie hatte einen Sohn.